# El Perelló
Pour les articles homonymes, voir El Perelló (homonymie).
El Perelló est une commune de la province de Tarragone, en Catalogne, en Espagne, de la comarque de Baix Ebre

## Histoire
En 1990, la commune de l'Ampolla a été détachée de celle d'El Perello.

## Économie
El Perello possède une coopérative agricole qui occupe une place importante dans l'activité économique de la commune. Il est d'ailleurs possible aux particuliers d'y acheter de l'huile d'olive provenant des exploitations environnantes.